# Травея
Траве́я (фр. travée — пролет, ряд, лат. trabs — балка, деревянная кровля, пролёт) — в средневековой архитектуре стран Западной Европы — один пролёт, структурная секция внутреннего пространства храма. В постройках романского стиля, восходящего к композиции раннехристианских базилик, травея, как правило, ограничена четырьмя столбами, на которые опираются пяты арок главного и двух боковых нефов. В эту систему включаются и стены боковых нефов, принимающих на себя бо́льшую часть нагрузки перекрытия. В развитой системе перекрытий храмов готического стиля на один пролёт главного нефа, перекрытого крестовым сводом, приходятся по два боковых, поскольку боковые нефы делали вдвое уже основного. Каждую травею, квадратную в плане, ограничивают четыре угловых опоры, а рёбра — нервюры — крестовых сводов оказываются параллельными. Большие диагональные арки, в отличие от стрельчатых боковых, или щёковых, остаются полуциркульными и называются ожива. Кроме того боковой распор арок передаётся на аркбутаны и контрфорсы, находящиеся снаружи и отстоящие от боковых стен. Это придаёт наибольшую устойчивость всей постройке. Такую конструкцию называют «связанной системой». Особый ритм внутреннего пространства храма создаётся мерным шагом центральных и боковых столпов и аркад. При уравнивании высоты всех трёх нефов и  наличии больших витражных окон в  освобождённых от нагрузки  стенах  внутреннее пространство храма воспринимается светлым и просторным. Такой тип храма принято называть зальным.